# BFM TV

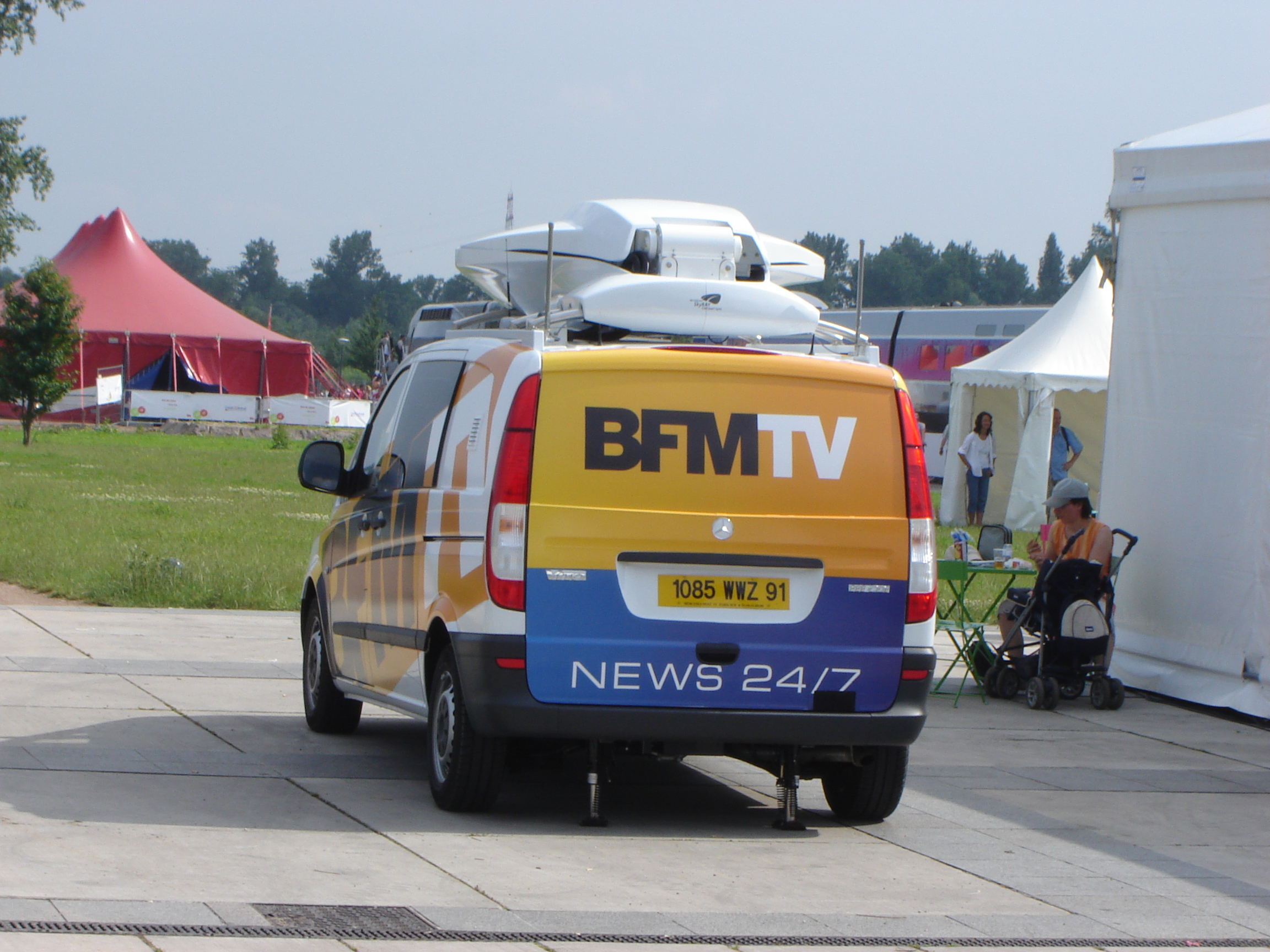
Wóz transmisyjny stacji BFM TV.

BFM TV (BFM od Business FM) – francuska prywatna telewizja informacyjna, nadająca całodobowo. Kanał nadaje za pomocą  naziemnej telewizji cyfrowej i satelitów Hot Bird (13°E) i Astra (19.2°E), a we Francji także kablowo i poprzez ADSL. Wystartował 28 listopada 2005 roku. Główna siedziba stacji znajduje się w Paryżu.
Jest najchętniej oglądaną stacją informacyjną we Francji z 10 mln widzów dziennie. Główną konkurencją kanału na rynku francuskim jest stacja France24 i LCI.